# 林眞琴
林 眞琴（はやし まこと、1957年7月30日 - ）は、日本の検察官、法務官僚、弁護士。第49代検事総長。

## 来歴
愛知県豊橋市出身。1976年、時習館高等学校卒業。1981年に東京大学法学部第1類（私法コース）を卒業。司法修習35期。1983年検事任官、東京地方検察庁検事。1984年甲府地方検察庁検事。1987年3月27日浦和地方検察庁川越支部検事。
1988年東京地方検察庁検事。特別捜査部検事として、1988年のリクルート事件や、1997年の第一勧業銀行総会屋利益供与事件の捜査にあたった。1990年法務省刑事局付。1991年外務省在フランス日本国大使館一等書記官。1994年法務省刑事局付。1995年東京地方検察庁検事。1996年高知地方検察庁三席検事。1998年東京地方検察庁検事。同年法務省大臣官房秘書課付。2000年法務省刑事局参事官。2001年法務省大臣官房参事官（刑事担当）。同年法務省大臣官房付。同年法務省刑事局国際課長。
2003年4月から2006年7月まで法務省矯正局総務課長を務め、2001年から2002年までに相次いだ名古屋刑務所受刑者暴行死傷事件後の刑務所改革や監獄法改正に携わった。
2006年法務省刑事局総務課長。2008年法務省大臣官房人事課長。2011年、最高検察庁検事。2012年4月最高検察庁総務部長。2013年仙台地方検察庁検事正。2014年1月法務省刑事局長。2018年1月9日名古屋高等検察庁検事長。前任の黒川弘務の賭け麻雀問題による辞職に伴い、2020年5月26日、東京高等検察庁検事長に就任。同年7月17日、検事総長に就任した。
司法修習同期に優秀な人材が多い「花の35期」の1人で、早くから検事総長候補だった。しかし法務省刑事局長だった2018年、想定されていた法務事務次官でなく名古屋高等検察庁検事長に転出した。当時の上川陽子法相と組織改編を巡り意見が対立したためとされる。
2022年6月24日退官。同年8月1日弁護士登録（第一東京弁護士会）、森・濱田松本法律事務所客員弁護士。
2023年5月、ジャニー喜多川の性加害問題について、ジャニーズ事務所の「外部専門家による再発防止特別チーム」を指揮することが発表された。同月イオン取締役。同年6月JR東海監査役、三井物産監査役。2024年SBI新生銀行取締役。

## 人物
- 趣味はヨガである。

交友
- 元競馬新聞記者の吉永みち子とは、女優の吉永小百合と勘違いして会食に参加して以来親しい[19]。

## 活動

### 共謀罪法案の審議
- 2017年には、組織的犯罪処罰法改正案（いわゆる共謀罪）法案の審議にあたり、衆議院法務委員会に参加し、金田勝年法相とともに答弁に立ち、同法案成立に尽力した[20][21]。

### 先端犯罪検察ユニットの作成
- サイバー犯罪を行う犯罪者とそれを取り締まる検察とのいたちごっこが発生しないように2021年4月1日に最高検察庁に「先端犯罪検察ユニット（JPEC）」なる専属班を設置した。林眞琴はこれについて「専従班は、最新のサイバー犯罪に関する情報を国内外の関係機関や全国の地方検察庁などと共有するとともに各庁への応援態勢の構築にも協力します。また、サイバー犯罪の捜査や公判に関する研修や教育も企画・立案し、組織全体としての対応力の底上げを図り、刑事司法の真相解明機能の強化に取り組んでいきたいと考えています。」と発言している[22][23]。

### 改革
- 名古屋刑務所の刑務官が受刑者に暴行を加え、3人の受刑者を死傷させた事件が発覚したことにより行われた行政改革会議の総務課長として林眞琴は出席し、旧監獄法の全面改正を目標に話し合った[23]。
- 2010年に大阪地検特捜部の証拠改ざん事件が起きると最高検に移動した林眞琴は刑事訴訟法改正を行った[23]。
- 検察組織も「再犯防止に寄与する」と宣言。起訴猶予になった被疑者で福祉支援が必要な人たちを制度につなぐ「入口支援」にも乗り出した。社会福祉士など福祉の専門職を招いた部署「社会復帰支援室」を新設し、連携の枠組みを整えた[23]。
- 監獄法と1年違いで似たような内容である刑法は改正されていないとして、刑法改正も行い懲役刑と禁錮刑の区別を廃止し、新たな自由刑の中に教育的処遇の枠組みを入れた[23]。

## 著作
- 林眞琴・北村篤・名取俊也著『逐条解説 刑事収容施設法』有斐閣、2010年10月、2013年3月改訂版、2017年11月第3版